# شبه جزيرة بورسانغر
شبه جزيرة بورسانغر (بالنرويجية: Porsangerhalvøya) هي شبه جزيرة في مقاطعة ترومس أوغ فينمارك النرويجية.

## الموقع
تقع شبه الجزيرة بين ألتا فيورد وبورسانغرفيوردن وتضم أجزاء من بلديات ألتا وهامرفست.